# 王先俊
王先俊（1962年6月—），男，安徽霍山人，中共党员，中华人民共和国教育人物。

## 生平
1980年9月至1982年2月，在安徽劳动大学政治系学习。1982月3月至1984年7月，在安徽师范大学思想政治教育专业学习，获法学学士学位，留校任教。1998年9月至1999年6月，在北京师范大学法政所做访问学者。2004年9月至2008年12月，在安徽师范大学历史学专业研究生学习，获历史学博士学位。
2004年7月，任安徽师范大学党委委员、教务处处长、招生办主任。2008年6月，任安徽师范大学副校长、党委常委。2012年1月，任皖南医学院党委书记。2018年7月，任安徽中医药大学党委书记。2022年5月25日，任安徽省政协文化文史和学习委员会副主任。27日，不再担任安徽中医药大学党委书记职务。

## 学术贡献
主要从事中共党史党建、马克思主义中国化、近现代中国政治思想史领域的研究工作，主持国家社科基金项目、教育部人文社科项目、安徽省哲学社会科学重点项目等20余项，发表论文150余篇，出版著作和教材20余部。教研成果曾获安徽省哲学社会科学优秀成果一、二等奖，安徽省优秀教学成果一、二、三等奖。

## 社会兼职
安徽社会科学界联合会副主席，中共党史学会副会长，安徽省马克思主义学会会长，安徽省高校思想政治理论课教学指导委员会主任。